# Lobogonodes tensa
Lobogonodes tensa är en fjärilsart som beskrevs av Louis Beethoven Prout 1940. Lobogonodes tensa ingår i släktet Lobogonodes och familjen mätare. Inga underarter finns listade i Catalogue of Life.